# Ototyphlonemertes victoriae
Ototyphlonemertes victoriae är en djurart som tillhör fylumet slemmaskar, och som beskrevs av Stiasny-Wijnhoff 1942. Ototyphlonemertes victoriae ingår i släktet Ototyphlonemertes och familjen Ototyphlonemertidae. Inga underarter finns listade i Catalogue of Life.